# José Basualdo
José Horacio Basualdo (ur. 20 czerwca 1963 w Campana), argentyński piłkarz, pomocnik i trener piłkarski. Srebrny medalista MŚ 90.
Stosunkowo późno zaczął grać na najwyższym światowym poziomie. W latach 1990–1992 był piłkarzem niemieckiego VfB Stuttgart, po powrocie do ojczyzny największe sukcesy odnosił w Vélez Sársfield (1992-1995) i Boca Juniors (1996, 1998-2001). W barwach obu klubów zdobywał nie tylko tytuły mistrza Argentyny, ale triumfował także w Copa Libertadores oraz Puchar Interkontynentalnym.
W reprezentacji zagrał 31 razy. Debiutował w 1989, ostatni raz zagrał w 1995. Podczas MŚ 90 wystąpił we wszystkich meczach Argentyny, grał także cztery lata później. Znajdował się wśród zwycięzców Copa América w 1991 i 1993.